# Sébastien Squillaci
Sébastien Squillaci, né le 11 août 1980 à Toulon (Var), est un footballeur international français.
Formé à Toulon, Sébastien Squillaci se fait connaître à l'AS Monaco, puis joue à l'Olympique lyonnais, au FC Séville, à Arsenal et au SC Bastia. Sélectionné régulièrement en équipe de France entre 2004 et 2010, il participe notamment à l'Euro 2008 et la Coupe du monde 2010. Après sa retraite de joueur en 2017, il se reconvertit comme encadrant et recruteur.

## Biographie

### Toulon, AC Ajaccio puis Monaco
Corse et italien d'origine (sa famille est originaire de Ghisonaccia), Squillaci fait ses classes à l'AS Monaco après avoir été formé à Toulon. Il est ensuite prêté durant deux saisons à l'AC Ajaccio. En 2002, il permet au club d'accéder à la Ligue 1 et de remporter au passage le titre de champion de France de Ligue 2. De retour à Monaco, il débute dans l'élite le 3 août 2002 contre Troyes et s'impose petit à petit en défense centrale.
Après avoir atteint la finale de Ligue des champions avec Monaco, il forme l'une des meilleures charnières centrales de Ligue 1 avec Gaël Givet. Les deux joueurs forment aussi, à l'occasion, la charnière de l'équipe de France. Après une saison mitigée, et après avoir raté la Coupe du monde, Squillaci quitte le Rocher en 2006.

### Lyon
Squillaci signe à l'Olympique lyonnais à l'été 2006 et s'impose rapidement en tant que titulaire indiscutable. Comme beaucoup de Lyonnais, il retrouve l'équipe de France. Au début de la saison 2008-2009, il quitte l'Olympique lyonnais pour le FC Séville pour un transfert d'environ 6,5 millions d'euros.

### FC Séville
Pendant ses deux années au FC Séville, il s'impose à son poste de défenseur central et gagne une place de titulaire où il est souvent associé à Julien Escudé. Il remporte avec le club andalou la Coupe d'Espagne en 2010 face à l'Atlético de Madrid. En 2010, il quitte le club pour aller en Angleterre, après 64 matchs joués et 4 buts marqués au total.

### Arsenal
Le 26 août 2010, il signe un contrat de trois ans avec le club londonien d'Arsenal FC, le transfert s’élève à 6,5 millions d'euros . Le 3 octobre 2010, il porte le brassard de capitaine lors de la 7e journée de Premier League face à Chelsea (défaite 2-0). Arrivé après la Coupe du monde 2010, le joueur reconnaîtra plus tard ne pas avoir fait de préparation et avoir été diminué sur le plan physique, ce qui explique seulement ses 23 matchs en championnat. 
Cette première saison anglaise est jugée trop irrégulière pour l'entraîneur Arsène Wenger qui ne fait plus confiance à son joueur par la suite : le joueur ne faisant qu'un seul match de championnat en 2011-2012 et une saison totalement blanche en 2012-2013. En mai 2013, il quitte Arsenal à la fin de son contrat.

### SC Bastia
Le 16 juillet 2013, Squillaci signe au Sporting Club de Bastia, ce qui constitue un retour "au pays", le joueur étant originaire de Ghisonaccia, ville située à 80 km au sud de Bastia.
Bonheur et malheur lors de la Coupe de la Ligue 2014-2015, le 4 février 2015, il inscrit le tir au but victorieux en demi-finale face à Monaco (0-0, 7 t.a.b à 6) avant de se faire exclure et concéder un penalty en finale face au Paris Saint-Germain, laissant ses partenaires en infériorité numérique plus de 70 minutes (défaite 0-4). Un malheur n'arrivant jamais seul, il sort en cours de match une semaine plus tard à la suite d'une blessure à la cuisse lors de la 33e journée de Ligue 1 face au Stade de Reims et voit sa saison prendre fin prématurément.
Le 26 septembre 2015, il marque son premier doublé avec le SC Bastia lors d'un match de Ligue 1 face au Toulouse FC (victoire 3-0).
En octobre 2016, il subit une rupture des ligaments croisés au genou droit.
Bien qu'ayant signé pour une nouvelle saison avec Bastia, il annonce en novembre 2017 la fin de sa carrière professionnelle et son nouveau rôle d’entraîneur des moins de 15 ans du Football Club Bastia-Borgo.

### Sélection

#### Équipe de France
Le 18 août 2004, il honore sa première sélection en équipe de France lors d'un match amical face à la Bosnie-Herzégovine (1-1). Il commence le match et est remplacé à la mi-temps par Gaël Givet. Après le retour de Lilian Thuram, Squillaci est écarté de l'équipe de France et ne participe donc pas à la Coupe du monde 2006.
Il fait son retour en sélection après la Coupe du monde et est sélectionné pour Euro 2008 où il n'entre pas en jeu.
Lors de la Coupe du monde 2010, il dispute le dernier match de groupe face à l'Afrique du Sud (défaite 2-1). Il décide de mettre un terme à sa carrière en équipe de France après la compétition.

#### Équipe de Corse
Le 6 juin 2009 il est sélectionné dans l'équipe de Corse pour une rencontre face au Congo (1-1). Il compte 3 capes avec la sélection insulaire.

### Reconversion
Sébastien Squillaci, après sa carrière de joueur, intègre l'encadrement de l'AS Monaco et s'occupe de l'équipe des moins de 17 ans. 
En fin d'année 2022, il change de fonction et de club, en rejoignant la cellule de recrutement de l'OGC Nice sous la direction de Florent Ghisolfi, arrivé au club quelques semaines auparavant,. Il est depuis 2024 entraîneur adjoint de l'équipe première de l'OGC Nice.

## Statistiques
| Saison                | Club                    | Championnat           | Championnat | Championnat | Coupe(s) nationale(s) | Coupe(s) nationale(s) | Supercoupe | Supercoupe | Compétition(s) continentale(s) | Compétition(s) continentale(s) | Compétition(s) continentale(s) | France | France | Total | Total |
| Saison                | Club                    | Division              | M.          | B.          | M.                    | B.                    | M.         | B.         | Comp.                          | M.                             | B.                             | M.     | B.     | M.    | B.    |
| 1997-1998             | Sporting Toulon Var     | Division 2            | 5           | 0           | 1                     | 0                     | -          | -          | -                              | -                              | -                              | -      | -      | 6     | 0     |
| Sous-total            | Sous-total              | Sous-total            | 5           | 0           | 1                     | 0                     | -          | -          | -                              | -                              | -                              | -      | -      | 6     | 0     |
| 1998-1999             | AS Monaco               | Division 1            | -           | -           | -                     | -                     | -          | -          | -                              | -                              | -                              | -      | -      | 0     | 0     |
| 1999-2000             | AS Monaco               | Division 1            | -           | -           | -                     | -                     | -          | -          | -                              | -                              | -                              | -      | -      | 0     | 0     |
| 2000-2001             | AC Ajaccio (prêt)       | Division 2            | 36          | 2           | 2                     | 0                     | -          | -          | -                              | -                              | -                              | -      | -      | 38    | 2     |
| 2001-2002             | AC Ajaccio (prêt)       | Division 2            | 33          | 5           | 3                     | 0                     | -          | -          | -                              | -                              | -                              | -      | -      | 36    | 5     |
| Sous-total            | Sous-total              | Sous-total            | 69          | 7           | 5                     | 0                     | -          | -          | -                              | -                              | -                              | -      | -      | 74    | 7     |
| 2002-2003             | AS Monaco               | Ligue 1               | 35          | 2           | 6                     | 2                     | -          | -          | -                              | -                              | -                              | -      | -      | 41    | 4     |
| 2003-2004             | AS Monaco               | Ligue 1               | 27          | 5           | 1                     | 0                     | -          | -          | C1                             | 9                              | 1                              | -      | -      | 37    | 6     |
| 2004-2005             | AS Monaco               | Ligue 1               | 28          | 3           | 4                     | 0                     | -          | -          | C1                             | 8                              | 0                              | 8      | 0      | 48    | 3     |
| 2005-2006             | AS Monaco               | Ligue 1               | 27          | 1           | 4                     | 0                     | -          | -          | C1+C3                          | 2+6                            | 0+1                            | 2      | 0      | 41    | 2     |
| Sous-total            | Sous-total              | Sous-total            | 117         | 11          | 15                    | 2                     | -          | -          | -                              | 25                             | 2                              | 10     | 0      | 167   | 15    |
| 2006-2007             | Olympique lyonnais      | Ligue 1               | 28          | 3           | 6                     | 0                     | -          | -          | C1                             | 5                              | 0                              | 1      | 0      | 40    | 3     |
| 2007-2008             | Olympique lyonnais      | Ligue 1               | 34          | 0           | 5                     | 0                     | 1          | 0          | C1                             | 8                              | 0                              | 2      | 0      | 50    | 0     |
| Sous-total            | Sous-total              | Sous-total            | 62          | 3           | 11                    | 0                     | 1          | 0          | -                              | 13                             | 0                              | 3      | 0      | 90    | 3     |
| 2008-2009             | FC Séville              | Liga                  | 32          | 0           | 8                     | 1                     | -          | -          | C3                             | 3                              | 0                              | 3      | 0      | 46    | 1     |
| 2009-2010             | FC Séville              | Liga                  | 16          | 1           | 1                     | 0                     | -          | -          | C1                             | 4                              | 2                              | 5      | 0      | 26    | 3     |
| Sous-total            | Sous-total              | Sous-total            | 48          | 1           | 9                     | 1                     | -          | -          | -                              | 7                              | 2                              | 8      | 0      | 72    | 4     |
| 2010-2011             | Arsenal FC              | PL                    | 23          | 1           | 4                     | 0                     | -          | -          | C1                             | 6                              | 1                              | -      | -      | 33    | 2     |
| 2011-2012             | Arsenal FC              | PL                    | 1           | 0           | 4                     | 0                     | -          | -          | C1                             | 1                              | 0                              | -      | -      | 6     | 0     |
| 2012-2013             | Arsenal FC              | PL                    | -           | -           | -                     | -                     | -          | -          | C1                             | 1                              | 0                              | -      | -      | 1     | 0     |
| Sous-total            | Sous-total              | Sous-total            | 24          | 1           | 8                     | 0                     | -          | -          | -                              | 8                              | 1                              | -      | -      | 40    | 2     |
| 2013-2014             | Sporting Club de Bastia | Ligue 1               | 31          | 3           | 3                     | 0                     | -          | -          | -                              | -                              | -                              | -      | -      | 34    | 3     |
| 2014-2015             | Sporting Club de Bastia | Ligue 1               | 25          | 0           | 4                     | 1                     | -          | -          | -                              | -                              | -                              | -      | -      | 29    | 1     |
| 2015-2016             | Sporting Club de Bastia | Ligue 1               | 31          | 2           | 2                     | 0                     | -          | -          | -                              | -                              | -                              | -      | -      | 33    | 2     |
| 2016-2017             | Sporting Club de Bastia | Ligue 1               | 10          | 0           | -                     | -                     | -          | -          | -                              | -                              | -                              | -      | -      | 10    | 0     |
| Sous-total            | Sous-total              | Sous-total            | 97          | 5           | 9                     | 1                     | -          | -          | -                              | -                              | -                              | -      | -      | 106   | 6     |
| Total sur la carrière | Total sur la carrière   | Total sur la carrière | 422         | 28          | 58                    | 4                     | 1          | 0          | -                              | 53                             | 5                              | 21     | 0      | 555   | 37    |

## Palmarès

### En club
- Champion de France en 2007 et en 2008 avec l'Olympique lyonnais
- Vainqueur de la Coupe de France en 2008 avec l'Olympique lyonnais
- Vainqueur de la Coupe d'Espagne en 2010 avec le FC Séville
- Vainqueur de la Coupe de la Ligue en 2003 avec l'AS Monaco
- Vainqueur du Trophée des Champions en 2006 avec l'Olympique lyonnais
- Champion de France de Ligue 2 en 2002 avec l'AC Ajaccio
- Finaliste de la Ligue des Champions en 2004 avec l'AS Monaco
- Finaliste de la Coupe de la Ligue en 2007 avec l'Olympique lyonnais et en 2015 avec le SC Bastia
- Finaliste de la Coupe de la Ligue anglaise en 2011 avec Arsenal

### En équipe de France
- 21 sélections entre 2004 et 2010

### Distinctions individuelles
- Élu meilleur défenseur central de Ligue 1 par le journal L'Équipe en 2003[12]
- Élu espoir de l'année par le magazine France Football en 2003
- Élu révélation de l'année par France Football en 2003
- Nommé dans l'équipe type de la Ligue 1 en 2004 aux Trophées UNFP.